# Liste des monuments aux morts en Ille-et-Vilaine
Pour un article plus général, voir Liste des œuvres d'art d'Ille-et-Vilaine.
Cet article vise à recenser les monuments aux morts dans l'Ille-et-Vilaine, en France.

## Liste
Les monuments sont classés par ordre alphabétique de communes, ou anciennes communes. Si une commune possède plusieurs monuments, ils sont classés par ordre chronologique des conflits commémorés.
| Œuvre                                                                       | Auteur                                 | Commune                       | Localisation                                                                    | Notes                                                           | Installation | Coordonnées                        | Illustration |
| --------------------------------------------------------------------------- | -------------------------------------- | ----------------------------- | ------------------------------------------------------------------------------- | --------------------------------------------------------------- | ------------ | ---------------------------------- | --- |
| Monument aux morts                                                          | À déterminer                           | Acigné                        | Sur la parvis de l'église Saint-Martin                                          | Inscrit MH (2004).                                              | À déterminer | 48° 07′ 55″ nord, 1° 32′ 06″ ouest | Monument aux morts d'Acigné |
| Monument aux morts                                                          | À déterminer                           | Amanlis                       | Sur la place de l'Église                                                        |                                                                 | À déterminer | 48° 00′ 25″ nord, 1° 28′ 30″ ouest | Monument aux morts d'Amanlis |
| Le Poilu victorieux (monument aux morts)                                    | Copie d'après Eugène Bénet             | Andouillé-Neuville            | Sur la place des Croisettes, devant la mairie                                   |                                                                 | 1922         | 48° 17′ 43″ nord, 1° 35′ 16″ ouest | Monument aux morts d'Andouillé-Neuville |
| Monument aux morts                                                          | Prosper Lecourtier                     | Antrain                       | Sur la place Foch                                                               |                                                                 | À déterminer | 48° 27′ 40″ nord, 1° 29′ 02″ ouest | Monument aux morts d'Antrain |
| Monument aux morts                                                          | À déterminer                           | Antrain                       | Dans le cimetière, dans le carré militaire                                      |                                                                 | À déterminer | à géolocaliser                     | Image manquante |
| Monument aux morts                                                          | À déterminer                           | Arbrissel                     | Dans l'église Notre-Dame-de-l'Assomption                                        |                                                                 | À déterminer | à géolocaliser                     | Monument aux morts |
| Monument aux morts                                                          | À déterminer                           | Arbrissel                     | Sur le parvis de l'église Notre-Dame-de-l'Assomption                            |                                                                 | À déterminer | 47° 55′ 38″ nord, 1° 18′ 13″ ouest | Monument aux morts d'Arbrissel |
| Monument aux morts                                                          | À déterminer                           | Argentré-du-Plessis           | Dans l'église Notre-Dame                                                        |                                                                 | À déterminer | à géolocaliser                     | Image manquante |
| Monument aux morts                                                          | À déterminer                           | Argentré-du-Plessis           | Dans le cimetière                                                               |                                                                 | À déterminer | à géolocaliser                     | Image manquante |
| Monument aux morts                                                          | À déterminer                           | Aubigné                       | Rue du Bain                                                                     |                                                                 | À déterminer | à géolocaliser                     | Monument aux morts |
| Monument aux morts                                                          | À déterminer                           | Availles-sur-Seiche           | Dans le cimetière                                                               |                                                                 | À déterminer | à géolocaliser                     | Monument aux morts |
| Monument aux morts de 1914-1918                                             | À déterminer                           | Baguer-Morvan                 | Dans l'église Saint-Pierre-et-Saint-Paul                                        |                                                                 | À déterminer | à géolocaliser                     | Monument aux morts de 1914-1918 |
| Monument aux morts                                                          | À déterminer                           | Baguer-Morvan                 | À côté de l'église Saint-Pierre-et-Saint-Paul                                   |                                                                 | À déterminer | à géolocaliser                     | Image manquante |
| Monument aux morts                                                          | À déterminer                           | Baguer-Pican                  | À côté de l'église Saint-Martin                                                 |                                                                 | 1921         | 48° 17′ 40″ nord, 1° 38′ 09″ ouest | Monument aux morts de Baguer-Pican |
| Poilu avec fusil (monument aux morts)                                       | Copie d'après Jules Déchin             | Baillé                        | Au chevet de l'église Saint-Martin                                              |                                                                 | À déterminer | à géolocaliser                     | Poilu avec fusil (monument aux morts) |
| Monument aux morts                                                          | Albert Bourget                         | Bain-de-Bretagne              | Sur la place de la Victoire                                                     |                                                                 | 1921         | à géolocaliser                     | Image manquante |
| Monument aux morts                                                          | À déterminer                           | Bains-sur-Oust                | À côté de l'église Saint-Jean-Baptiste                                          |                                                                 | À déterminer | 48° 21′ 35″ nord, 1° 22′ 49″ ouest | Monument aux morts de Bains-sur-Oust |
| Monument aux morts                                                          | À déterminer                           | Bais                          | À côté de l'église Saint-Marse                                                  | Érigé en 1922 à quelques mètres de son emplacement actuel.      | 2011         | à géolocaliser                     | Monument aux morts |
| Monument aux morts                                                          | À déterminer                           | Balazé                        | Dans l'église Saint-Martin                                                      |                                                                 | À déterminer | à géolocaliser                     | Monument aux morts |
| Monument aux morts                                                          | Louis Derbré                           | Balazé                        | Entre la mairie, l'école et l'église Saint-Martin                               |                                                                 | 2006         | à géolocaliser                     | Image manquante |
| Monument aux morts                                                          | À déterminer                           | Baulon                        | À côté de l'église Saint-Tugdual                                                |                                                                 | À déterminer | à géolocaliser                     | Monument aux morts |
| Monument aux morts de 1914-1918                                             | À déterminer                           | Bazouges-la-Pérouse           | Dans l'église Saint-Pierre-et-Saint-Paul                                        | Plaques.                                                        | À déterminer | à géolocaliser                     | Monument aux morts de 1914-1918 |
| Poilu au repos (monument aux morts)                                         | Copie d'après Étienne Camus            | Bazouges-la-Pérouse           | Sur la place du Monument                                                        |                                                                 | À déterminer | 48° 25′ 37″ nord, 1° 34′ 30″ ouest | Monument aux morts de Bazouges-la-Pérouse |
| Monument aux morts                                                          | À déterminer                           | Bazouges-sous-Hédé            | Le long de la costale nord de l'église Saint-Martin-de-Tours                    |                                                                 | À déterminer | 48° 18′ 47″ nord, 1° 46′ 17″ ouest | Monument aux morts de Bazouges-sous-Hédé |
| Monument aux morts                                                          | À déterminer                           | Beaucé                        | Sur la place de l'Église, près de la mairie                                     |                                                                 | 1924         | à géolocaliser                     | Monument aux morts |
| Monument aux morts                                                          | À déterminer                           | Bécherel                      | Dans l'église Notre-Dame                                                        |                                                                 | À déterminer | à géolocaliser                     | Image manquante |
| Monument aux morts                                                          | À déterminer                           | Bécherel                      | Sur la place Alexandre Jehannin                                                 |                                                                 | À déterminer | à géolocaliser                     | Monument aux morts |
| Monument aux morts                                                          | À déterminer                           | Bécherel                      | Dans l'église Notre-Dame                                                        |                                                                 | À déterminer | à géolocaliser                     | Monument aux morts |
| Monument aux morts                                                          | Emmanuel Guérin                        | Bédée                         | Sur la place du prieuré, à l'entrée du cimetière                                | Érigé en 1921 à quelques mètres de son emplacement actuel.      | 1994         | 48° 10′ 51″ nord, 1° 56′ 37″ ouest | Monument aux morts de Bédée |
| Monument aux morts de 1914-1918                                             | À déterminer                           | Betton                        | Dans l'église Saint-Martin                                                      |                                                                 | À déterminer | à géolocaliser                     | Monument aux morts de 1914-1918 |
| Monument aux morts                                                          | À déterminer                           | Betton                        | Sur la place Charles de Gaulle                                                  | Érigé en 1921. Inscrit MH (2003).                               | 1984         | à géolocaliser                     | Image manquante |
| Monument aux morts                                                          | À déterminer                           | Billé                         | À côté de l'église Saint-Médard                                                 |                                                                 | À déterminer | à géolocaliser                     | Monument aux morts |
| Monument aux morts                                                          | À déterminer                           | Bléruais                      | Dans le cimetière, à côté de l'église Saint-Armel                               |                                                                 | À déterminer | à géolocaliser                     | Monument aux morts |
| Monument aux morts                                                          | À déterminer                           | Boisgervilly                  | Dans le cimetière                                                               |                                                                 | À déterminer | à géolocaliser                     | Image manquante |
| Monument aux morts                                                          | À déterminer                           | Boistrudan                    | Dans l'église Saint-Jacques-le-Majeur                                           |                                                                 | À déterminer | à géolocaliser                     | Image manquante |
| Monument aux morts                                                          | À déterminer                           | Boistrudan                    | À côté de l'église Saint-Jacques-le-Majeur                                      | Plaque.                                                         | À déterminer | à géolocaliser                     | Monument aux morts |
| Monument aux morts                                                          | À déterminer                           | Bonnemain                     | Dans le cimetière                                                               |                                                                 | À déterminer | à géolocaliser                     | Monument aux morts |
| Monument aux morts                                                          | À déterminer                           | Bonnemain                     | À déterminer                                                                    |                                                                 | À déterminer | à géolocaliser                     | Monument aux morts |
| Monument aux morts                                                          | À déterminer                           | Bourg-des-Comptes             | À côté de l'église Notre-Dame                                                   |                                                                 | À déterminer | à géolocaliser                     | Monument aux morts |
| Monument aux morts                                                          | À déterminer                           | Bourgbarré                    | Dans le cimetière                                                               |                                                                 | 1920         | 47° 59′ 49″ nord, 1° 36′ 55″ ouest | Monument aux morts de Bourgbarré |
| Monument aux morts                                                          | À déterminer                           | Bovel                         | Intersection de la RD 44 et de la rue principale                                |                                                                 | À déterminer | à géolocaliser                     | Image manquante |
| Monument aux morts                                                          | À déterminer                           | Bréal-sous-Vitré              | Dans le cimetière                                                               |                                                                 | À déterminer | à géolocaliser                     | Monument aux morts |
| Monument aux morts                                                          | Emmanuel Guérin                        | Breteil                       | Sur la place de l'Église, à côté de l'église Saint-Malo                         |                                                                 | 1923         | 48° 08′ 42″ nord, 1° 53′ 57″ ouest | Monument aux morts de Breteil |
| Monument aux morts de 1914-1918                                             | À déterminer                           | Brie                          | Dans l'église Notre-Dame                                                        |                                                                 | À déterminer | à géolocaliser                     | Monument aux morts de 1914-1918 |
| Monument aux morts                                                          | À déterminer                           | Brie                          | À côté de l'église Notre-Dame                                                   |                                                                 | À déterminer | 47° 57′ 05″ nord, 1° 32′ 13″ ouest | Monument aux morts de Brie |
| Monument aux morts                                                          | À déterminer                           | Brielles                      | Sur la place de l'église                                                        |                                                                 | À déterminer | 48° 00′ 31″ nord, 1° 05′ 24″ ouest | Monument aux morts de Brielles |
| Monument aux morts                                                          | À déterminer                           | Broons-sur-Vilaine            | Dans le cimetière                                                               |                                                                 | À déterminer | à géolocaliser                     | Monument aux morts |
| Monument aux morts de 1914-1918                                             | À déterminer                           | Broualan                      | Dans l'église Notre-Dame-de-Toutes-Joies                                        |                                                                 | À déterminer | à géolocaliser                     | Monument aux morts de 1914-1918 |
| Monument aux morts                                                          | À déterminer                           | Broualan                      | À côté de l'église Notre-Dame-de-Toutes-Joies                                   |                                                                 | À déterminer | à géolocaliser                     | Monument aux morts |
| Monument aux morts                                                          | Louis-Henri Nicot                      | Cancale                       | Sur la pointe des Crolles                                                       |                                                                 | 1931         | 48° 40′ 18″ nord, 1° 51′ 06″ ouest | Monument aux morts de Cancale |
| Monument aux morts de 1914-1918                                             | À déterminer                           | Cardroc                       | Dans l'église des Trois-Marie                                                   |                                                                 | À déterminer | à géolocaliser                     | Monument aux morts de 1914-1918 |
| Monument aux morts                                                          | À déterminer                           | Champeaux                     | À déterminer                                                                    |                                                                 | À déterminer | à géolocaliser                     | Monument aux morts |
| Monument aux morts                                                          | À déterminer                           | Chanteloup                    | À côté de l'église Saint-Martin                                                 |                                                                 | À déterminer | à géolocaliser                     | Monument aux morts |
| Monument aux morts de 1914-1918                                             | À déterminer                           | Chantepie                     | Dans l'église Saint-Martin                                                      |                                                                 | À déterminer | à géolocaliser                     | Monument aux morts de 1914-1918 |
| Monument aux morts                                                          | À déterminer                           | Chantepie                     | À côté de l'église Saint-Martin                                                 |                                                                 | À déterminer | à géolocaliser                     | Monument aux morts |
| Monument aux morts                                                          | Pascal Laloy                           | Châteaugiron                  | À côté de l'église Sainte-Marie-Madeleine                                       |                                                                 | 1935         | à géolocaliser                     | Monument aux morts |
| Monument aux morts                                                          | À déterminer                           | Châteauneuf-d'Ille-et-Vilaine | À déterminer                                                                    |                                                                 | À déterminer | à géolocaliser                     | Monument aux morts |
| Monument aux morts                                                          | À déterminer                           | Chaumeré                      | À déterminer                                                                    |                                                                 | À déterminer | à géolocaliser                     | Monument aux morts |
| Monument aux morts                                                          | À déterminer                           | Chauvigné                     | Dans l'église Notre-Dame-de-l'Assomption                                        |                                                                 | À déterminer | à géolocaliser                     | Monument aux morts |
| Monument aux morts                                                          | À déterminer                           | Chauvigné                     | À côté de l'église Notre-Dame-de-l'Assomption                                   |                                                                 | À déterminer | à géolocaliser                     | Monument aux morts |
| Monument aux morts de 1914-1918                                             | À déterminer                           | Chavagne                      | Dans l'église Saint-Martin                                                      |                                                                 | À déterminer | à géolocaliser                     | Monument aux morts de 1914-1918 |
| Monument aux morts                                                          | À déterminer                           | Chavagne                      | Devant la chapelle Saint-Nicolas                                                |                                                                 | À déterminer | 48° 03′ 08″ nord, 1° 47′ 24″ ouest | Monument aux morts de Chavagne |
| Aumônier assistant un soldat mourant (monument aux morts)                   | Copie d'après Étienne Camus            | Cherrueix                     | Dans l'église Notre-Dame                                                        |                                                                 | À déterminer | à géolocaliser                     | Aumônier assistant un soldat mourant (monument aux morts) |
| Monument aux morts                                                          | À déterminer                           | Clayes                        | À déterminer                                                                    |                                                                 | À déterminer | à géolocaliser                     | Monument aux morts |
| Monument aux morts de 1914-1918                                             | À déterminer                           | Coësmes                       | Dans l'église Saint-Pierre                                                      |                                                                 | À déterminer | à géolocaliser                     | Monument aux morts de 1914-1918 |
| Monument aux morts                                                          | À déterminer                           | Coglès                        | À côté de l'église Saint-Jean-Baptiste                                          |                                                                 | À déterminer | à géolocaliser                     | Monument aux morts |
| Monument aux morts de 1914-1918                                             | À déterminer                           | Combourg                      | Dans l'église Notre-Dame-de-l'Assomption                                        |                                                                 | À déterminer | à géolocaliser                     | Monument aux morts de 1914-1918 |
| Monument aux morts                                                          | À déterminer                           | Combourtillé                  | Dans le cimetière                                                               |                                                                 | À déterminer | à géolocaliser                     | Monument aux morts |
| Monument aux morts                                                          | À déterminer                           | Cornillé                      | Dans le cimetière                                                               |                                                                 | À déterminer | à géolocaliser                     | Monument aux morts |
| Monument aux morts                                                          | À déterminer                           | Corps-Nuds                    | À côté de l'église Saint-Maximilien-Kolbe                                       |                                                                 | À déterminer | à géolocaliser                     | Monument aux morts |
| Monument aux morts                                                          | À déterminer                           | Corps-Nuds                    | Dans l'église Saint-Maximilien-Kolbe                                            |                                                                 | À déterminer | à géolocaliser                     | Monument aux morts |
| Monument aux morts                                                          | À déterminer                           | Cuguen                        | À côté de l'église Saint-Martin et Saint-Samson                                 |                                                                 | À déterminer | à géolocaliser                     | Monument aux morts |
| Monument aux morts                                                          | À déterminer                           | Dingé                         | À déterminer                                                                    |                                                                 | À déterminer | à géolocaliser                     | Monument aux morts |
| Monument aux morts de 1914-1918                                             | À déterminer                           | Dingé                         | Dans l'église Saint-Symphorien                                                  |                                                                 | À déterminer | à géolocaliser                     | Monument aux morts de 1914-1918 |
| Monument aux morts de 1939-1945                                             | À déterminer                           | Dingé                         | Dans l'église Saint-Symphorien                                                  |                                                                 | À déterminer | à géolocaliser                     | Monument aux morts de 1939-1945 |
| Le Poilu victorieux (monument aux morts)                                    | Copie d'après Eugène Bénet             | Dol-de-Bretagne               | Sur la place du général de Gaulle, devant l'école de musique                    |                                                                 | À déterminer | 48° 32′ 58″ nord, 1° 45′ 12″ ouest | Image manquante |
| Poilu au repos (monument aux morts)                                         | Copie d'après Étienne Camus            | Domagné                       | Sur la place de l'église (RD 34), contre l'église                               |                                                                 | 1921         | 48° 04′ 15″ nord, 1° 23′ 30″ ouest | Monument aux morts de Domagné |
| Monument aux morts de 1914-1918                                             | À déterminer                           | Domalain                      | Dans l'église Saint-Melaine                                                     |                                                                 | À déterminer | à géolocaliser                     | Monument aux morts de 1914-1918 |
| Monument aux morts                                                          | À déterminer                           | Domalain                      | À déterminer                                                                    |                                                                 | À déterminer | à géolocaliser                     | Monument aux morts |
| Monument aux morts                                                          | À déterminer                           | Dompierre-du-Chemin           | À déterminer                                                                    |                                                                 | À déterminer | à géolocaliser                     | Monument aux morts |
| Monument aux morts                                                          | À déterminer                           | Essé                          | À déterminer                                                                    |                                                                 | À déterminer | à géolocaliser                     | Monument aux morts |
| Monument aux morts de 1914-1918                                             | Armel Beaufils                         | Fougères                      | Sur la place Aristide Briand                                                    | Premier monument aux morts de 1914-1918 érigé en Bretagne.      | 1920         | à géolocaliser                     | Monument aux morts de 1914-1918(en) « Monument aux morts de 1914-18 à Fougères », sur René et Peter van der Krogt                                                                                          |
| Monument aux morts                                                          | À déterminer                           | Gennes-sur-Seiche             | Dans l'église Saint-Sulpice                                                     |                                                                 | À déterminer | à géolocaliser                     | Monument aux morts |
| Monument aux morts de 1914-1918                                             | À déterminer                           | Grand-Fougeray                | Dans l'église Saint-Pierre et Saint-Paul                                        |                                                                 | À déterminer | à géolocaliser                     | Monument aux morts de 1914-1918 |
| Monument aux morts                                                          | À déterminer                           | Guichen                       | À déterminer                                                                    |                                                                 | À déterminer | à géolocaliser                     | Monument aux morts |
| Monument aux morts                                                          | À déterminer                           | Hirel                         | À déterminer                                                                    |                                                                 | À déterminer | à géolocaliser                     | Monument aux morts |
| Monument aux morts                                                          | À déterminer                           | Janzé                         | Dans l'église Saint-Martin                                                      |                                                                 | À déterminer | à géolocaliser                     | Monument aux morts |
| Coq chantant la Victoire (monument aux morts)                               | Copie d'après Prosper Lecourtier       | Janzé                         | Sur le champ de foire                                                           |                                                                 | À déterminer | 47° 57′ 28″ nord, 1° 29′ 52″ ouest | Monument aux morts de Janzé |
| Monument aux morts de 1914-1918                                             | À déterminer                           | La Baussaine                  | Dans l'église Saint-Léon                                                        |                                                                 | À déterminer | à géolocaliser                     | Monument aux morts de 1914-1918 |
| Monument aux morts                                                          | À déterminer                           | La Baussaine                  | Dans le cimetière                                                               |                                                                 | À déterminer | 48° 18′ 46″ nord, 1° 53′ 50″ ouest | Monument aux morts de La Baussaine |
| Monument aux morts                                                          | À déterminer                           | La Bazouge-du-Désert          | À côté de l'église Saint-Martin                                                 |                                                                 | À déterminer | à géolocaliser                     | Monument aux morts |
| Monument aux morts                                                          | À déterminer                           | La Chapelle-aux-Filtzméens    | À déterminer                                                                    |                                                                 | À déterminer | à géolocaliser                     | Monument aux morts |
| Poilu blessé (monument aux morts)                                           | Copie d'après Jules Déchin             | La Chapelle-Bouëxic           | À déterminer                                                                    |                                                                 | À déterminer | à géolocaliser                     | Poilu blessé (monument aux morts) |
| Monument aux morts                                                          | À déterminer                           | La Chapelle-Chaussée          | Dans l'église Saint-Pierre                                                      |                                                                 | À déterminer | à géolocaliser                     | Monument aux morts |
| Monument aux morts                                                          | À déterminer                           | La Chapelle-Erbrée            | Dans le cimetière                                                               |                                                                 | À déterminer | à géolocaliser                     | Monument aux morts |
| Poilu baïonnette au canon (d) (monument aux morts)                          | Copie d'après Étienne Camus            | La Chapelle-Janson            | À déterminer                                                                    |                                                                 | À déterminer | à géolocaliser                     | Image manquante |
| Monument aux morts                                                          | À déterminer                           | La Chapelle-Saint-Aubert      | À côté de l'église Saint-Aubert                                                 |                                                                 | À déterminer | à géolocaliser                     | Monument aux morts |
| Monument aux morts                                                          | À déterminer                           | La Fontenelle                 | À côté de l'église Saint-Samson                                                 |                                                                 | À déterminer | à géolocaliser                     | Monument aux morts |
| Monument aux morts de 1914-1918                                             | À déterminer                           | La Selle-en-Luitré            | Dans l'église Saint-Jean-Baptiste                                               |                                                                 | À déterminer | à géolocaliser                     | Monument aux morts de 1914-1918 |
| Monument aux morts                                                          | À déterminer                           | Laignelet                     | À déterminer                                                                    |                                                                 | À déterminer | à géolocaliser                     | Monument aux morts |
| Monument aux morts                                                          | À déterminer                           | Lalleu                        | À déterminer                                                                    |                                                                 | À déterminer | à géolocaliser                     | Monument aux morts |
| Monument aux morts                                                          | À déterminer                           | Landavran                     | Dans le cimetière, à côté de l'église Notre-Dame                                |                                                                 | À déterminer | à géolocaliser                     | Monument aux morts |
| Monument aux morts                                                          | À déterminer                           | Landujan                      | Dans l'église Saint-Tudin                                                       |                                                                 | À déterminer | à géolocaliser                     | Monument aux morts |
| Monument aux morts                                                          | À déterminer                           | Langon                        | Contre l'église Saint-Pierre                                                    |                                                                 | À déterminer | à géolocaliser                     | Monument aux morts |
| Monument aux morts                                                          | À déterminer                           | Lassy                         | À déterminer                                                                    |                                                                 | À déterminer | à géolocaliser                     | Monument aux morts |
| Monument aux morts                                                          | À déterminer                           | Le Châtellier                 | À déterminer                                                                    |                                                                 | À déterminer | à géolocaliser                     | Monument aux morts |
| Poilu au repos (monument aux morts)                                         | Copie d'après Étienne Camus            | Le Ferré                      | À déterminer                                                                    |                                                                 | À déterminer | à géolocaliser                     | Poilu au repos (monument aux morts) |
| Monument aux morts                                                          | À déterminer                           | Le Lou-du-Lac                 | Dans le cimetière, sur le parvis de l'église Saint-Loup                         |                                                                 | À déterminer | à géolocaliser                     | Monument aux morts |
| Monument aux morts                                                          | À déterminer                           | Le Sel-de-Bretagne            | À côté de l'église Saint-Martin                                                 |                                                                 | À déterminer | 47° 53′ 46″ nord, 1° 36′ 39″ ouest | Monument aux morts du Sel-de-Bretagne |
| Armistice (monument aux morts)                                              | Copie d'après Jules Déchin             | Le Tiercent                   | À déterminer                                                                    | Également appelé Poilu Armistice ou Armistice 11 novembre 1918. | À déterminer | à géolocaliser                     | Image manquante |
| Monument aux morts                                                          | À déterminer                           | Lécousse                      | À déterminer                                                                    |                                                                 | À déterminer | à géolocaliser                     | Monument aux morts |
| Monument aux morts                                                          | À déterminer                           | Lécousse                      | Dans l'église Saint-Martin                                                      |                                                                 | À déterminer | à géolocaliser                     | Monument aux morts |
| Monument aux morts                                                          | À déterminer                           | Les Brulais                   | À déterminer                                                                    |                                                                 | À déterminer | à géolocaliser                     | Monument aux morts |
| Monument aux morts                                                          | À déterminer                           | Les Iffs                      | À déterminer                                                                    |                                                                 | À déterminer | à géolocaliser                     | Monument aux morts |
| Monument aux morts                                                          | À déterminer                           | Lieuron                       | Dans l'église Saint-Melaine                                                     |                                                                 | À déterminer | à géolocaliser                     | Monument aux morts |
| Monument aux morts de 1914-1918                                             | À déterminer                           | Lieuron                       | À côté de l'église Saint-Melaine                                                |                                                                 | À déterminer | à géolocaliser                     | Monument aux morts de 1914-1918 |
| Monument aux morts                                                          | À déterminer                           | Lillemer                      | À déterminer                                                                    |                                                                 | 1922         | à géolocaliser                     | Monument aux morts |
| Monument aux morts                                                          | À déterminer                           | Longaulnay                    | À déterminer                                                                    |                                                                 | À déterminer | à géolocaliser                     | Monument aux morts |
| Monument aux morts                                                          | À déterminer                           | Loutehel                      | À côté de l'église Saint-Armel                                                  |                                                                 | À déterminer | à géolocaliser                     | Monument aux morts |
| Monument aux morts de 1914-1918                                             | À déterminer                           | Louvigné-de-Bais              | Dans l'église Saint-Patern                                                      |                                                                 | À déterminer | à géolocaliser                     | Monument aux morts de 1914-1918 |
| Monument aux morts                                                          | À déterminer                           | Marcillé-Raoul                | Dans le cimetière                                                               |                                                                 | À déterminer | à géolocaliser                     | Image manquante |
| Monument aux morts                                                          | À déterminer                           | Marcillé-Robert               | À côté de l'église Saint-Ouen                                                   |                                                                 | À déterminer | à géolocaliser                     | Monument aux morts |
| Monument aux morts                                                          | À déterminer                           | Marpiré                       | À déterminer                                                                    |                                                                 | À déterminer | à géolocaliser                     | Monument aux morts |
| Monument aux morts de 1914-1918                                             | À déterminer                           | Martigné-Ferchaud             | Dans l'église Saint-Pierre                                                      |                                                                 | À déterminer | à géolocaliser                     | Monument aux morts de 1914-1918 |
| Monument aux morts                                                          | À déterminer                           | Maxent                        | À déterminer                                                                    |                                                                 | À déterminer | à géolocaliser                     | Monument aux morts |
| Monument aux morts                                                          | À déterminer                           | Mecé                          | À déterminer                                                                    |                                                                 | À déterminer | à géolocaliser                     | Monument aux morts |
| Monument aux morts                                                          | À déterminer                           | Meillac                       | Dans l'église Saint-Martin                                                      |                                                                 | À déterminer | à géolocaliser                     | Monument aux morts |
| Monument aux morts                                                          | À déterminer                           | Meillac                       | À déterminer                                                                    |                                                                 | À déterminer | à géolocaliser                     | Monument aux morts |
| Monument aux morts                                                          | À déterminer                           | Mellé                         | À côté de l'église Saint-Martin                                                 |                                                                 | À déterminer | à géolocaliser                     | Monument aux morts |
| Monument aux morts                                                          | Jean Galle                             | Mernel                        | À déterminer                                                                    |                                                                 | 1924         | à géolocaliser                     | Monument aux morts |
| Monument aux morts de 1914-1918                                             | À déterminer                           | Miniac-Morvan                 | Dans l'église Saint-Pierre                                                      |                                                                 | À déterminer | à géolocaliser                     | Monument aux morts de 1914-1918 |
| Monument aux morts                                                          | Copie d'après Pierre Lorenzi           | Miniac-Morvan                 | À côté de l'église Saint-Pierre                                                 |                                                                 | À déterminer | à géolocaliser                     | Monument aux morts |
| Monument aux morts de 1939-1945                                             | À déterminer                           | Miniac-Morvan                 | Dans l'église Saint-Pierre                                                      |                                                                 | À déterminer | à géolocaliser                     | Monument aux morts de 1939-1945 |
| Monument aux morts                                                          | À déterminer                           | Miniac-sous-Bécherel          | À côté de l'église Saint-Pierre                                                 |                                                                 | À déterminer | à géolocaliser                     | Monument aux morts |
| Monument aux morts                                                          | À déterminer                           | Mont-Dol                      | À déterminer                                                                    |                                                                 | À déterminer | à géolocaliser                     | Monument aux morts |
| Monument aux morts                                                          | Albert Bourget                         | Montauban-de-Bretagne         | À déterminer                                                                    |                                                                 | 1924         | 48° 11′ 58″ nord, 2° 02′ 56″ ouest | Monument aux morts de Montauban-de-Bretagne |
| Poilu au repos (monument aux morts)                                         | Copie d'après Étienne Camus            | Montautour                    | À côté du portail du cimetière                                                  |                                                                 | À déterminer | à géolocaliser                     | Poilu au repos (monument aux morts) |
| Monument aux morts                                                          | Louis-Henri Nicot                      | Montfort-sur-Meu              | À déterminer                                                                    |                                                                 | 1923         | à géolocaliser                     | Monument aux morts |
| Monument aux morts                                                          | À déterminer                           | Montgermont                   | À côté de l'église Saint-Martin-de-Tours                                        |                                                                 | À déterminer | à géolocaliser                     | Monument aux morts |
| Monument aux morts                                                          | À déterminer                           | Montreuil-des-Landes          | Sur le parvis de l'église Notre-Dame                                            |                                                                 | À déterminer | à géolocaliser                     | Monument aux morts |
| Monument aux morts                                                          | À déterminer                           | Montreuil-le-Gast             | À déterminer                                                                    |                                                                 | À déterminer | à géolocaliser                     | Monument aux morts |
| Monument aux morts                                                          | À déterminer                           | Montreuil-sous-Pérouse        | À côté de l'église Saint-Pierre et Saint-Paul                                   |                                                                 | À déterminer | à géolocaliser                     | Monument aux morts |
| Monument aux morts                                                          | À déterminer                           | Montreuil-sous-Pérouse        | Dans l'église Saint-Pierre et Saint-Paul                                        |                                                                 | À déterminer | à géolocaliser                     | Monument aux morts |
| Monument aux morts                                                          | À déterminer                           | Mouazé                        | À déterminer                                                                    |                                                                 | 1922         | à géolocaliser                     | Monument aux morts |
| Monument aux morts                                                          | À déterminer                           | Moulins                       | Dans l'église Saint-Martin                                                      |                                                                 | À déterminer | à géolocaliser                     | Monument aux morts |
| Monument aux morts                                                          | À déterminer                           | Moussé                        | À déterminer                                                                    |                                                                 | À déterminer | à géolocaliser                     | Monument aux morts |
| Monument aux morts                                                          | À déterminer                           | Muel                          | À côté de l'église Notre-Dame                                                   |                                                                 | À déterminer | à géolocaliser                     | Monument aux morts |
| Monument aux morts                                                          | À déterminer                           | Nouvoitou                     | À déterminer                                                                    |                                                                 | À déterminer | à géolocaliser                     | Monument aux morts |
| Monument aux morts                                                          | À déterminer                           | Noyal-Châtillon-sur-Seiche    | À déterminer                                                                    |                                                                 | 1921         | à géolocaliser                     | Monument aux morts |
| Poilu au repos (monument aux morts)                                         | Copie d'après Étienne Camus            | Noyal-sous-Bazouges           | Devant l'église saint Martin                                                    |                                                                 | À déterminer | à géolocaliser                     | Poilu au repos (monument aux morts) |
| Poilu montant la garde avec baïonnette (monument aux morts)                 | Copie d'après Jules Pollacchi          | Paimpont                      | À côté de l'église abbatiale Notre-Dame                                         |                                                                 | 1924         | à géolocaliser                     | Poilu montant la garde avec baïonnette (monument aux morts) |
| Monument aux frères Ruellan                                                 | À déterminer                           | Paramé                        | Sur une façade de la bibliothèque annexe, ancienne maison de la famille Ruellan | Commémore les frères Ruellan.                                   | À déterminer | à géolocaliser                     | Monument aux frères Ruellan |
| Poilu au repos (monument aux morts)                                         | Copie d'après Étienne Camus            | Plerguer                      | Devant l'église Sainte-Trinité-et-Saint-Augustin                                |                                                                 | À déterminer | à géolocaliser                     | Poilu au repos (monument aux morts) |
| La Résistance (monument aux morts)                                          | Copie d'après Charles-Henri Pourquet   | Pipriac                       | Sur la place de Verdun                                                          |                                                                 | 1922         | à géolocaliser                     | La Résistance (monument aux morts) |
| Monument aux morts de 1939-1945                                             | À déterminer                           | Piré-sur-Seiche               | Dans la chapelle de la Croix-Bouessée                                           |                                                                 | À déterminer | à géolocaliser                     | Monument aux morts de 1939-1945 |
| Monument aux morts de 1939-1945                                             | À déterminer                           | Piré-sur-Seiche               | Dans la chapelle de la Croix-Bouessée                                           |                                                                 | À déterminer | à géolocaliser                     | Monument aux morts de 1939-1945 |
| Monument aux morts de 1914-1918                                             | À déterminer                           | Redon                         | Dans l'abbatiale Saint-Sauveur                                                  |                                                                 | À déterminer | à géolocaliser                     | Monument aux morts de 1914-1918 |
| l'Appel suprême (monument aux morts)                                        | Éric de Nussy (d)                      | Redon                         | Cours Clémenceau                                                                |                                                                 | 1921         | à géolocaliser                     | l'Appel suprême (monument aux morts)« Monument aux morts de 1914-1918 ou l'Appel suprême à Redon », sur À nos grands hommes                                                                                |
| Monument aux membres du Stade rennais morts                                 | À déterminer                           | Rennes                        | À l'entrée nord de la tribune Rennes du Roazhon Park                            |                                                                 | À déterminer | à géolocaliser                     | Monument aux membres du Stade rennais morts |
| Monument aux cheminots tués par faits de guerre                             | À déterminer                           | Rennes                        | Dans la gare                                                                    |                                                                 | À déterminer | à géolocaliser                     | Monument aux cheminots tués par faits de guerre |
| Monument aux morts                                                          | À déterminer                           | Rimou                         | Dans l'église Notre-Dame                                                        |                                                                 | À déterminer | à géolocaliser                     | Monument aux morts |
| Monument aux morts                                                          | À déterminer                           | Rimou                         | À côté de l'église Notre-Dame                                                   |                                                                 | À déterminer | à géolocaliser                     | Monument aux morts |
| Monument aux morts de 1914-1918                                             | À déterminer                           | Romillé                       | Dans l'église Saint-Martin-de-Tours                                             |                                                                 | À déterminer | à géolocaliser                     | Monument aux morts de 1914-1918 |
| Monument aux morts                                                          | À déterminer                           | Saint-Aubin-des-Landes        | Dans l'église Saint-Aubin                                                       |                                                                 | À déterminer | à géolocaliser                     | Monument aux morts |
| Au mépris du danger (d) (monument aux morts),                               | Copie d'après Eugène Bénet             | Saint-Benoît-des-Ondes        | Rue bord de mer                                                                 | Également appelé Poilu marchant l'arme au pied.                 | 1923         | à géolocaliser                     | Au mépris du danger (d) (monument aux morts)« Monument aux morts de 1914-1918 à Saint-Benoît-des-Ondes », sur À nos grands hommes,« Monument aux morts à Saint-Benoît-des-Ondes », sur e-monumen           |
| Monument aux morts                                                          | À déterminer                           | Saint-Benoît-des-Ondes        | Dans l'église Saint-Benoît                                                      |                                                                 | À déterminer | à géolocaliser                     | Monument aux morts |
| Monument aux morts                                                          | À déterminer                           | Saint-Briac-sur-Mer           | Rue du Nord                                                                     | Devant l'entrée de l'église Saint-Briac                         | À déterminer | 48° 37′ 08″ nord, 2° 08′ 02″ ouest | Monument aux morts |
| Monument aux morts américains                                               | À déterminer                           | Saint-Briac-sur-Mer           | À déterminer                                                                    |                                                                 | À déterminer | à géolocaliser                     | Monument aux morts américains |
| Monument aux morts de 1914-1918                                             | À déterminer                           | Saint-Brice-en-Coglès         | Dans l'église Saint-Brice                                                       |                                                                 | À déterminer | à géolocaliser                     | Monument aux morts de 1914-1918 |
| Monument aux morts                                                          | À déterminer                           | Saint-Brice-en-Coglès         | Dans l'église Saint-Brice                                                       |                                                                 | À déterminer | à géolocaliser                     | Monument aux morts |
| Monument aux morts                                                          | À déterminer                           | Saint-Christophe-de-Valains   | Dans l'église Saint-Christophe                                                  |                                                                 | À déterminer | à géolocaliser                     | Monument aux morts |
| Monument aux morts                                                          | À déterminer                           | Saint-Coulomb                 | À déterminer                                                                    |                                                                 | À déterminer | à géolocaliser                     | Monument aux morts |
| Monument aux morts de 1914-1918                                             | À déterminer                           | Saint-Didier                  | Dans l'église Saint-Didier-et-Saint-Golven                                      |                                                                 | À déterminer | à géolocaliser                     | Monument aux morts de 1914-1918 |
| Monument aux morts                                                          | À déterminer                           | Saint-Didier                  | À côté de l'église Saint-Didier-et-Saint-Golven                                 |                                                                 | À déterminer | à géolocaliser                     | Monument aux morts |
| Monument aux morts                                                          | À déterminer                           | Saint-Domineuc                | À côté de l'église Saint-Docmaël                                                |                                                                 | À déterminer | à géolocaliser                     | Monument aux morts |
| Le Poilu victorieux (monument aux morts)                                    | Copie d'après Eugène Bénet             | Saint-Étienne-en-Coglès       | À déterminer                                                                    |                                                                 | À déterminer | à géolocaliser                     | Image manquante |
| Monument aux morts de 1914-1918                                             | À déterminer                           | Saint-Ganton                  | Dans l'église Saint-Quentin                                                     |                                                                 | À déterminer | à géolocaliser                     | Monument aux morts de 1914-1918 |
| Monument aux morts de 1914-1918                                             | À déterminer                           | Saint-Georges-de-Reintembault | Dans l'église Saint-Georges                                                     |                                                                 | À déterminer | à géolocaliser                     | Monument aux morts de 1914-1918 |
| Le Poilu victorieux (monument aux morts)                                    | Copie d'après Eugène Bénet             | Saint-Georges-de-Reintembault | Sur la place de Mairie, au bord de la RD 14                                     |                                                                 | À déterminer | 48° 30′ 32″ nord, 1° 14′ 35″ ouest | Monument aux morts de Saint-Georges-de-Reintembault |
| Monument aux morts                                                          | À déterminer                           | Saint-Gilles                  | À côté de l'église Saint-Gilles                                                 |                                                                 | À déterminer | à géolocaliser                     | Monument aux morts |
| Le Poilu victorieux (monument aux morts)                                    | Copie d'après Eugène Bénet             | Saint-Jean-sur-Couesnon       | À déterminer                                                                    |                                                                 | À déterminer | à géolocaliser                     | Le Poilu victorieux (monument aux morts)« Monument aux morts de 1914-1918 à Saint-Jean-sur-Couesnon », sur À nos grands hommes                                                                             |
| Monument aux morts                                                          | À déterminer                           | Saint-Jean-sur-Vilaine        | Dans l'église Saint-Jean-Baptiste                                               |                                                                 | À déterminer | à géolocaliser                     | Monument aux morts |
| Monument aux morts de 1914-1918                                             | À déterminer                           | Saint-Jouan-des-Guérets       | Dans l'église Saint-Jean-Baptiste                                               |                                                                 | À déterminer | à géolocaliser                     | Monument aux morts de 1914-1918 |
| Monument aux morts de 1914-1918                                             | À déterminer                           | Saint-Léger-des-Prés          | Dans l'église Saint-Léger                                                       |                                                                 | À déterminer | à géolocaliser                     | Monument aux morts de 1914-1918 |
| Monument aux morts                                                          | À déterminer                           | Saint-Léger-des-Prés          | À déterminer                                                                    |                                                                 | À déterminer | à géolocaliser                     | Image manquante |
| Monument aux morts de 1914-1918                                             | À déterminer                           | Saint-Malo                    | Dans la cathédrale Saint-Vincent                                                |                                                                 | À déterminer | à géolocaliser                     | Monument aux morts de 1914-1918 |
| Monument aux morts de Saint-Servan                                          | Armel Beaufils                         | Saint-Malo                    | Sur la place de Rocabey                                                         | Érigé en 1921 sur la place Carnot à Saint-Servan.               | 2017         | à géolocaliser                     | Image manquante |
| Monument aux morts de Paramé                                                | Louis-Henri Nicot                      | Saint-Malo                    | Sur la place de Rocabey                                                         | Érigé en 1923 sur la place de l'église à Paramé.                | 2017         | à géolocaliser                     | Image manquante |
| Monument aux morts,                                                         | Armel Beaufils                         | Saint-Malo                    | Sur la place de Rocabey                                                         | Érigé en 1923 sur la place des frères Lamenais.                 | 2017         | à géolocaliser                     | Monument aux morts« Monument aux morts de 1914-1918 à Saint-Malo », sur À nos grands hommes,(en) « Monument aux morts de 1914-18 à Saint-Malo », sur René et Peter van der Krogt                           |
| Monument aux morts de 1939-1945                                             | À déterminer                           | Saint-Malo                    | Dans le Fort National                                                           |                                                                 | À déterminer | à géolocaliser                     | Monument aux morts de 1939-1945 |
| Monument aux morts                                                          | À déterminer                           | Saint-Marcan                  | Sur la place de l'église                                                        |                                                                 | À déterminer | à géolocaliser                     | Monument aux morts |
| Monument aux morts de 1914-1918                                             | À déterminer                           | Saint-Marcan                  | Dans l'église Saint-Marcan                                                      |                                                                 | À déterminer | à géolocaliser                     | Monument aux morts de 1914-1918 |
| Monument aux morts de 1939-1945                                             | À déterminer                           | Saint-Marcan                  | Dans l'église Saint-Marcan                                                      |                                                                 | À déterminer | à géolocaliser                     | Monument aux morts de 1939-1945 |
| Monument aux morts                                                          | À déterminer                           | Saint-Maugan                  | Dans l'église Saint-Maugan                                                      |                                                                 | À déterminer | à géolocaliser                     | Monument aux morts |
| Monument aux morts de 1914-1918                                             | À déterminer                           | Saint-Méloir-des-Ondes        | Dans l'église Saint-Méloir                                                      |                                                                 | À déterminer | à géolocaliser                     | Monument aux morts de 1914-1918 |
| Poilu au repos (monument aux morts)                                         | Copie d'après Étienne Camus            | Saint-Ouen-des-Alleux         | À déterminer                                                                    |                                                                 | À déterminer | à géolocaliser                     | Poilu au repos (monument aux morts) |
| Monument aux morts                                                          | À déterminer                           | Saint-Ouen-la-Rouërie         | À déterminer                                                                    |                                                                 | À déterminer | à géolocaliser                     | Monument aux morts |
| Monument aux morts                                                          | À déterminer                           | Saint-Rémy-du-Plain           | À côté de l'église Saint-Rémy                                                   |                                                                 | À déterminer | à géolocaliser                     | Image manquante |
| Monument aux patriotes torturés et fusillés par la Milice le 7 juillet 1944 | À déterminer                           | Saint-Rémy-du-Plain           | Au lieu-dit « Touchasse »                                                       |                                                                 | À déterminer | à géolocaliser                     | Monument aux patriotes torturés et fusillés par la Milice le 7 juillet 1944 |
| Monument aux morts                                                          | À déterminer                           | Saint-Senoux                  | Dans l'église Saint-Abdon et Saint-Sennen                                       |                                                                 | À déterminer | à géolocaliser                     | Monument aux morts |
| Monument au commandant Charcot et à l'équipage du Pourquoi pas              | René Quillivic                         | Saint-Servan                  | Sur le quai Sébastopol                                                          | Commémore Jean-Baptiste Charcot et l'équipage du Pourquoi Pas ? | À déterminer | à géolocaliser                     | Monument au commandant Charcot et à l'équipage du Pourquoi pas |
| Monument aux morts,                                                         | Jules Déchin                           | Saint-Thurial                 | Dans le cimetière                                                               |                                                                 | 1922         | à géolocaliser                     | Monument aux morts« Monument aux morts à Saint-Thurial », sur plateforme ouverte du patrimoine,« Monument aux morts de 1914-1918 à Saint-Thurial », sur À nos grands hommes                                |
| Monument aux morts                                                          | À déterminer                           | Saulnières                    | Dans l'église Saint-Martin                                                      |                                                                 | À déterminer | à géolocaliser                     | Monument aux morts |
| Monument aux morts de 1914-1918                                             | À déterminer                           | Sens-de-Bretagne              | Dans l'église Saint-Sulpice                                                     |                                                                 | À déterminer | à géolocaliser                     | Monument aux morts de 1914-1918 |
| Monument aux morts                                                          | À déterminer                           | Sens-de-Bretagne              | Dans l'église Saint-Sulpice                                                     |                                                                 | À déterminer | à géolocaliser                     | Monument aux morts |
| Monument aux morts de 1914-1918                                             | À déterminer                           | Servon-sur-Vilaine            | Dans l'église Saint-Martin-de-Tours                                             |                                                                 | À déterminer | à géolocaliser                     | Monument aux morts de 1914-1918 |
| Monument aux morts                                                          | Joseph Tardivel                        | Servon-sur-Vilaine            | À déterminer                                                                    |                                                                 | À déterminer | à géolocaliser                     | Monument aux morts« Monument aux morts de 1914-1918 à Servon-sur-Vilaine », sur À nos grands hommes |
| Poilu au repos (monument aux morts)                                         | Copie d'après Étienne Camus            | Sixt-sur-Aff                  | Rue Onffroy de la Rosière, à côté de la mairie                                  |                                                                 | 1921         | à géolocaliser                     | Poilu au repos (monument aux morts) |
| Poilu enveloppé dans les plis du drapeau (monument aux morts)               | Copie d'après Charles-Henri Pourquet   | Teillay                       | À déterminer                                                                    |                                                                 | À déterminer | à géolocaliser                     | Image manquante |
| Poilu au repos (monument aux morts)                                         | Copie d'après Étienne Camus            | Tinténiac                     | Sur la place de la République                                                   | Érigé en 1922 à quelques mètres de l'emplacement actuel.        | 2015         | à géolocaliser                     | Image manquante |
| Monument aux morts de 1914-1918                                             | À déterminer                           | Trans-la-Forêt                | Dans l'église Saint-Pierre                                                      |                                                                 | À déterminer | à géolocaliser                     | Monument aux morts de 1914-1918 |
| Monument aux morts                                                          | À déterminer                           | Tremblay                      | À côté de l'église Saint-Martin                                                 |                                                                 | À déterminer | à géolocaliser                     | Monument aux morts |
| Monument aux morts de 1914-1918                                             | À déterminer                           | Tremblay                      | Dans l'église Saint-Martin                                                      |                                                                 | À déterminer | à géolocaliser                     | Monument aux morts de 1914-1918 |
| Monument aux morts                                                          | À déterminer                           | Tremblay                      | Dans l'église Saint-Martin                                                      |                                                                 | À déterminer | à géolocaliser                     | Monument aux morts |
| La Victoire en chantant (monument aux morts)                                | Copie d'après Charles Édouard Richefeu | Val-d'Izé                     | Sur la place de la mairie                                                       |                                                                 | À déterminer | à géolocaliser                     | La Victoire en chantant (monument aux morts)« Monument aux morts de 1914-1918 à Val-d'Izé », sur À nos grands hommes                                                                                       |
| Poilu blessé (monument aux morts),                                          | Jules Déchin                           | Vieux-Vy-sur-Couesnon         | Sur la place de l'église                                                        |                                                                 | 1922         | à géolocaliser                     | Poilu blessé (monument aux morts)« Monument aux morts à Vieux-Vy-sur-Couesnon », sur plateforme ouverte du patrimoine,« Monument aux morts de 1914-1918 à Vieux-Vy-sur-Couesnon », sur À nos grands hommes |